# Alan Hatherly
Alan Hatherly (nascido em 15 de março de 1996) é um ciclista sul-africano, especialista em mountain bike.

## Carreira
Ele competiu pela Africa do Sul na prova de cross-country do ciclismo de montanha dos Jogos Olímpicos de Verão de 2016 (Rio de Janeiro, Brasil).